# Paulo Marinho (Globo)
Paulo Daudt Marinho (Rio de Janeiro, 1977 ou 1978) é um membro da família Marinho e atual diretor-executivo da Globo.

## Vida pessoal
É filho de José Roberto Marinho, neto de Roberto Marinho, fundador do Grupo Globo.

## Biografia
Paulo é formado em administração.
Desde 1998, Paulo atuou no Grupo Globo. Ele foi coordenador de Conteúdo e Marketing no Sistema Globo de Rádio, diretor dos canais infantis Gloob e Gloobinho, da ViU Hub, diretor-geral de Canais e Conteúdo da então Globosat e, desde 2020, responsável pelos canais de TV aberta e por assinatura e também pela rede de afiliadas da Globo. Ele foi importante na consolidação da estratégia D2C da empresa. O Notícias da TV o chamou de porta-voz da família Marinho, por ser o único dos netos que fala com a imprensa.
Em 2021, tornou-se diretor-executivo da Globo e João Roberto Marinho tornou-se presidente do Grupo Globo, substituindo Jorge Nóbrega. Nobrega notorizou-se pelo programa Uma Só Globo, que simplificou diversos processos internos da Globo. Esta foi a maior mudança interna da história da Globo. Durante a saída de Nóbrega, Carlos Henrique Schroder foi substituido por Ricardo Waddington. Quando ele assumiu, o lucro da Globo havia caído em 77% entre 2019 e 2020. Também anunciou mais investimentos em tecnologias como streaming.
Em 2023, a Globo conseguiu arrecadar R$ 15,16 bilhões, chegando a níveis pré-pandemia de COVID-19. Em agosto, Paulo Marinho disse estar surpreendido com a saída de Ali Kamel da Globo, e ele sugeriu criar um cargo no conselho da empresa para acomodá-lo. Em 2024, Paulo Marinho admitiu que a Globo errou ao investir mais na Globoplay do que nos canais lineares pagos (GNT, GloboNews, Multishow) e da própria TV Globo durante a pandemia, o que levou a empresa a ter prejuizo. Apesar disso, a receita da Globo cresceu em 12% no primeiro trimestre de 2024 em relação ao ano passado, principalmente por causa do sucesso do Big Brother Brasil 24. Em Março, Marinho e Ricardo Villela anunciaram que enviariam William Bonner e Renata Lo Prete para a eleição presidencial nos Estados Unidos, retomando a tradição da emissora. Em abril, Paulo Marinho afirmou em entrevista ao Valor Econômico que o grupo investiria na TV 3.0. Em agosto, Paulo Marinho pressionou a Ancine a bloquear sites piratas.